# Wolfgang Rolff
Wolfgang Rolff (* 26. prosince 1959, Lamstedt) je bývalý německý fotbalista, záložník. Se západoněmeckou reprezentací získal stříbro na mistrovství světa v roce 1986 a bronzovou medaili na mistrovství Evropy v roce 1988. Hrál též na evropském šampionátu v roce 1984, kde Němci vypadli ve skupině. Za národní tým nastupoval v letech 1983–1989, odehrál za něj 37 utkání, z toho 5 na ME a 2 na MS. S Hamburgerem SV vyhrál Pohár mistrů evropských zemí 1982/83, s Bayerem Leverkusen Pohár UEFA 1987/88 (byl tehdy kapitánem týmu). S hamburským klubem se stal i mistrem Německa (1982/83). Nejvyšší německou soutěž hrál za Hamburger SV (1982–1986), Bayer Leverkusen (1986–1989), Bayer Uerdingen (1990–1991), Karlsruher SC (1991–1994) a 1.FC Köln (1994–1995). Druhou německou ligu hrál za Fortunu Köln (1980–1982, 1995–1996) a OSC Bremerhaven (1979-1980). Jednu sezónu odehrál i ve druhé francouzské nejvyšší soutěži, v dresu RC Strasbourg (1989–1990). V Bundeslize odehrál 356 zápasů a dal 47 gólů, v 2. Bundeslize 126 zápasů a 23 gólů, v druhé francouzské lize 30 zápasů a 4 góly. Po skončení hráčské kariéry se stal trenérem, většinou působil jako asistent, i u reprezentací Kuvajtu a Ázerbájdžánu.